# Wilhelm Schlau

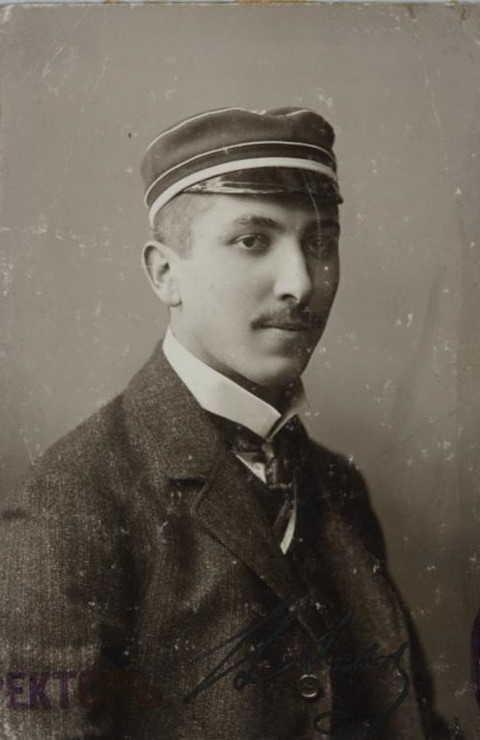
Wilhelm Schlau als Student (1906)

Wilhelm Carl Emil Schlau (* 27. Februarjul. / 11. März 1886greg. in Salis, Gouvernement Livland, Kaiserreich Russland; † 16. März 1978 in Bad Homburg) war ein deutsch-baltischer Gymnasiallehrer.

## Leben

### Herkunft und Familie
Wilhelm Schlau war der Sohn des 1919 von den Bolschewiken ermordeten Karl Schlau (1851–1919) und seiner Ehefrau Brigitte Charlotte Marie Hoerschelmann (1852–1933), einer Tochter von Heinrich Emil August Hoerschelmann (1810–1854) und Schwester von Wilhelm Hoerschelmann. 1912 heiratete er Frieda Dorothea Neander (1888–1984), eine Schwester von Wilhelm Neander (1892–1968). Das Paar hatte zwei Söhne: Wilfried Schlau (1917–2010) und Karl-Otto Schlau (1920–2001) und drei Töchter.

### Werdegang
Wilhelm Schlau besuchte von 1902 bis 1906 das Stadtgymnasium in Riga. Von 1906 bis 1910 studierte er Philologie an der Kaiserlichen Universität Dorpat, wo er mit der Goldenen Preismedaille ausgezeichnet wurde. Während seiner Studienzeit war er Mitglied der Korporation „Livonia“. 1910 ging er an die Universität Leipzig; hier wurde er 1913 mit einer von Richard Heinze und Justus Hermann Lipsius betreuten lateinischen Dissertation über Hypereides zum Dr. phil. promoviert. In Dorpat war Grigol Zereteli sein Lehrer gewesen.
Ab 1912 war Schlau im Schuldienst tätig, zuerst an der Kurländischen Landesschule in Mitau (Jelgava). Im Ersten Weltkrieg wurde er 1915 wie viele Deutsch-Balten in das Innere des Russischen Reichs zwangsversetzt und unterrichtete am Gymnasium in Weliki Ustjug. 1918 konnte er nach Mitau zurückkommen; hier diente er bis 1919 in der Baltischen Landeswehr. Von 1919 bis 1920 war er vorübergehend in Tilsit tätig. 1920 kehrte er in das nunmehr unabhängige Lettland zurück. Von 1920 bis 1939 leitete er das deutsche Gymnasium in Mitau. Gemäß den Vereinbarungen im geheimen Zusatzprotokoll des Deutsch-Sowjetischen Grenz- und Freundschaftsvertrags von 1939 wurde er wie alle Deutsch-Balten umgesiedelt. Von 1940 bis zu seiner Flucht im Januar 1945 leitete er die Oberschule für Jungen in Gnesen im damaligen Reichsgau Wartheland. Zu seinen Schülern in Gnesen gehörte Harro von Hirschheydt. Schlau kam mit seiner Familie über Leipzig zu Verwandten in Sülbeck. Von 1945 bis 1947 war er Dozent am Institut für Erziehung und Unterricht e.V. in Göttingen. Schließlich wirkte er von 1947 bis 1951 als Schulrat in Siegburg.
Schlau war von 1921 bis 1936 Präsident der Kurländischen Gesellschaft für Literatur und Kunst und leitete das von ihr getragene Kurländische Provinzialmuseum.

## Mitgliedschaften
- Mitglied des Ehrenbeirats der Carl-Schirren-Gesellschaft
- 1953 Ehrenmitglied der Baltischen Historischen Kommission

## Schriften
- De Hyperidis oratione funebri. Dissertation, Leipzig 1913 (Digitalisat, mit Vita, S. 58f)
- Das deutsche Gymnasium in Mitau. In: Baltische Hefte, Sonderheft 3 (1958)
- Die Kurländische Gesellschaft für Literatur und Kunst und das Kurländische Provinzialmuseum zu Mitau. In: Baltische Hefte 14 (1968), S. 5–108